# Streptogyna
Streptogyna P.Beauv., 1812 è un genere di piante erbacee angiosperme monocotiledoni appartenenti alla famiglia Poaceae (sottofamiglia Ehrhartoideae). È l'unico genere della tribù Streptogyneae C.E.Hubb., 1980.

## Etimologia
Il nome del genere deriva da due parole greche (strepto = stretto, contorto e gynerium = gineceo) e si riferisce agli stigmi aggrovigliati, carattere tipico per le specie di questo genere.
Il nome scientifico del genere è stato definito dal naturalista e botanico francese Ambroise Marie François Joseph Palisot de Beauvois (1752 – 1820) nella pubblicazione "Essai d'une Nouvelle Agrostographie; ou Nouveaux Genres des Graminées; Avec Figures Représentant les Caractéres de tous le Genres. Imprimerie de Fain. Paris - 80 (t. 16, f. 8). 1812" del 1812. La tribù è stata definita dal botanico britannico Charles Edward Hubbard (1900 – 1980) perfezionata successivamente dalla botanica argentina Cleofé Elsa Calderón (1929 – 2007) e dal botanico americano Thomas Robert Soderstrom (1936 - 1987) nella pubblicazione "Smithsonian Contributions to Botany. Washington, DC - 44: 18. 13 Feb 1980" del 1980.

## Descrizione

### Portamento
Il portamento delle[specie di questo genere è erbaceo perenne rizomatoso o cespitoso. Le radici in genere sono del tipo fascicolato. I culmi sono eretti e lunghi al massimo 150 cm.

### Foglie
Le foglie lungo il culmo sono alterne e distiche. Sono composte da una guaina, una ligula membranosa e cigliata (è presente anche una ligula abassiale) e una lamina decidua con forme lineari-lanceolate. In queste specie sono presenti dei pseudo-piccioli. Le venature sono parallelinervie (quelle trasversali sono meno visibili). Nel mesofillo sono presenti delle cellule invaginate e/o fusiformi. Gli internodi si sviluppano con un gancio.

### Fiori
Infiorescenza principale (sinfiorescenza o semplicemente spiga): le infiorescenze, composte da singoli racemi unilaterali, sono per lo più ramificate ed hanno la forma di una pannocchia stretta.
- Infiorescenza secondaria (o spighetta): le spighette, appressate e solitarie con forme lineari, oblunghe e compresse lateralmente, in genere sono formate da diversi fiori (2 - 4) sottesi da due brattee chiamate glume (inferiore e superiore).  Le glume sono persistenti, più corte delle spighette e più sottili del lemma fertile. I fiori distali sono ridotti. Alla base di ogni fiore sono presenti due brattee: la palea e il lemma (non acuto in queste specie). I lemmi sterili spesso sono assenti. La rachilla si disarticola tra i fiori. Le spighette fertili sono pedicellate.

I fiori fertili sono attinomorfi formati da 3 verticilli: perianzio ridotto, androceo e gineceo.
- Formula fiorale:[8]

- , P 2, A (1-)3(-6), G (2–3) supero, cariosside.

- Il perianzio è ridotto e formato da tre lodicule, delle squame, poco visibili (forse relitto di un verticillo di 3 sepali). Le lodicule sono membranose, cigliate e ottuse.
- L'androceo è composto da 2 stami ognuno con un breve filamento, una antera e due teche. Le antere sono basifisse con deiscenza laterale. Il polline è monoporato.
- Il gineceo è composto da 3-(2) carpelli connati formanti un ovario supero. L'ovario, glabro o pubescente all'apice ha un solo loculo con un solo ovulo subapicale (o quasi basale). L'ovulo è anfitropo e semianatropo e tenuinucellato o crassinucellato. Lo stilo è ramificato con due/tre stigmi papillosi. A maturità gli stigmi si contorcono e s'induriscono.

### Frutti
I frutti sono del tipo cariosside, ossia sono dei piccoli chicchi indeiscenti nel quale il pericarpo è formato da una sottile parete che circonda il singolo seme. In particolare il pericarpo è fuso al seme e aderente. L'endosperma è duro e l'ilo è lungo e lineare.

## Biologia
In generale nelle erbe delle Poaceae la fecondazione avviene fondamentalmente tramite l'impollinazione dei fiori per via  anemogama. Gli stigmi piumosi sono una caratteristica importante per catturare meglio il polline aereo.
I semi cadendo a terra, dopo aver eventualmente percorso alcuni metri a causa del vento (dispersione anemocora) sono dispersi soprattutto da insetti tipo formiche (mirmecoria). In questo gruppo la specie americana (Streptogyna americana) facilmente può essere dispersa dagli animali (dispersione zoocoria) per mezzo di ganci tra gli internodi.

## Distribuzione e habitat
La distribuzione delle specie di questo genere è tropicale dall'America all'India, attraverso l'Africa.

## Tassonomia
La famiglia delle Poacee comprende circa 800 generi e oltre 9.000 specie. È una delle famiglie più numerose e più importanti del gruppo delle monocotiledoni. La famiglia è suddivisa in 12 sottofamiglie, il genere Streptogyna fa parte della sottofamiglia Ehrhartoideae.
Il numero cromosomico delle specie di questo genere è: 2n =24.

### Specie
Il genere comprende 2 specie:
- Streptogyna americana C.E.Hubb., 1956
- Streptogyna crinita P.Beauv., 1812

Chiave per le due specie:
- la pianta è rizomatosa; le foglie sono ampie 15 - 36 mm; gli stigmi sono 2; la distribuzione è paleotropicale;

- Streptogyna crinita

- la pianta è cespitosa; le foglie sono ampie 8 - 16 mm; gli stigmi sono 2; la distribuzione è neotropicale;

- Streptogyna americana

### Filogenesi
La monofilia del genere è comprovata dalle analisi del DNA. Inizialmente questo genere è stato descritto come un bambù erbaceo e per alcuni Autori la posizione di questo gruppo nell'ambito delle Poaceae era incerto e provvisoriamente è stato descritto nell'ambito della sottofamiglia Puelioideae. Ma successivi studi molecolari hanno chiarito le affinità con altri membri del gruppo Ehrhartoideae ed è stato posizionato alla base della sottofamiglia come "gruppo fratello" del resto delle sue tribù. Le affinità con il gruppo Bambusoideae comunque permangono. Potrebbe essere che Streptogyna sia sorto in seguito ad un antico evento di ibridazione tra Bambusoideae e Ehrhartoideae.
Le sinapomorfie per questo genere sono:
- gli internodi si sviluppano con un gancio;
- a maturità gli stigmi si contorcono e s'induriscono.

Si stima che la divergenza tra Streptogyna e il resto della sottofamiglia Ehrhartoideae sia iniziata circa 43 +/- 7 milioni di anni fa; durante l'Eocene quando la terra aveva un clima più caldo di adesso ed era priva di calotte polari.
Il cladogramma seguente mostra la posizione filogenetica del genere Streptogyna nell'ambito della sottofamiglia Ehrhartoideae:
|  | Ehrharteae                                                  |
|  |                                                             |
|  | \| \| Phyllorachideae \| \| \| \| \| \| Oryzeae \| \| \| \| |
|  |                                                             |
|  | Phyllorachideae                                             |
|  |                                                             |
|  | Oryzeae                                                     |
|  |                                                             |

|  | Phyllorachideae |
|  |                 |
|  | Oryzeae         |
|  |                 |

|  | Ehrharteae                                                  |
|  |                                                             |
|  | \| \| Phyllorachideae \| \| \| \| \| \| Oryzeae \| \| \| \| |
|  |                                                             |
|  | Phyllorachideae                                             |
|  |                                                             |
|  | Oryzeae                                                     |
|  |                                                             |

|  | Phyllorachideae |
|  |                 |
|  | Oryzeae         |
|  |                 |